# Деметрий (телохранитель Александра Македонского)
Деме́трий (др.-греч. Δημήτριος) — телохранитель-соматофилак Александра Македонского с 336 по 330 годы до н. э.
Деметрий, по происхождению македонянин, с 336 по 330 годы до н. э. был одним из семи личных телохранителей-соматофилаков Александра Македонского. Должность телохранителя царя свидетельствует о принадлежности Деметрия к аристократии.
О жизни Деметрия практически ничего неизвестно. Арриан и Квинт Курций Руф в разных вариациях передают историю об опале и казни Деметрия в связи с участием в заговоре Филоты.
Арриан писал, что Александр заподозрил Деметрия в заговоре Филоты. Царь приказал арестовать телохранителя, а на его место назначил Птолемея. Квинт Курций Руф писал не о подозрениях Александра об участии Деметрия в заговоре, а приводит его имя в числе заговорщиков, которых Димн назвал своему любовнику Никомаху. Во время суда Деметрий упорно отрицал свою вину и даже требовал для себя пыток. Тогда Филота обратился к некоему Калису со словами: «Неужели ты допустишь, чтобы Деметрий лгал, а меня снова пытали?» Сначала македоняне подумали, что Филота хочет оговорить невинного, так как Калис не был в числе подозреваемых в участии в заговоре. Однако Калис признался, что вместе с Деметрием обговаривал планы по убийству Александра. После этого всех заговорщиков, включая Деметрия, побили камнями. По мнению Ф. Шахермайра, доказательства о виновности Деметрия могли быть получены во вскрытой переписке.
Событие произошло осенью 330 года до н. э. в городе Фрада в Дрангиане.
Исследователь Вальдемар Хеккель отмечал, что существует «искушение» отождествить соматофилака Деметрия с одноимённым братом Антигона Одноглазого. Однако он считал такую версию крайне сомнительной, так как вряд ли древние авторы промолчали бы о родстве заговорщика с Антигоном. Также вполне вероятно, что Деметрий Полиоркет был назван в честь уже мёртвого родственника, который должен был умереть не позже 336 года до н. э. — года рождения Полиоркета.